# FC Torpedo Vladimir
El FC Torpedo Vladimir (en ruso: Футбольный клуб "Торпедо" Владимир) es un club de fútbol ruso de la ciudad de Vladímir. Fue fundado en 1946, disputa sus partidos como local en el Estadio Torpedo y compite en el Campeonato de Fútbol de la Liga Nacional.

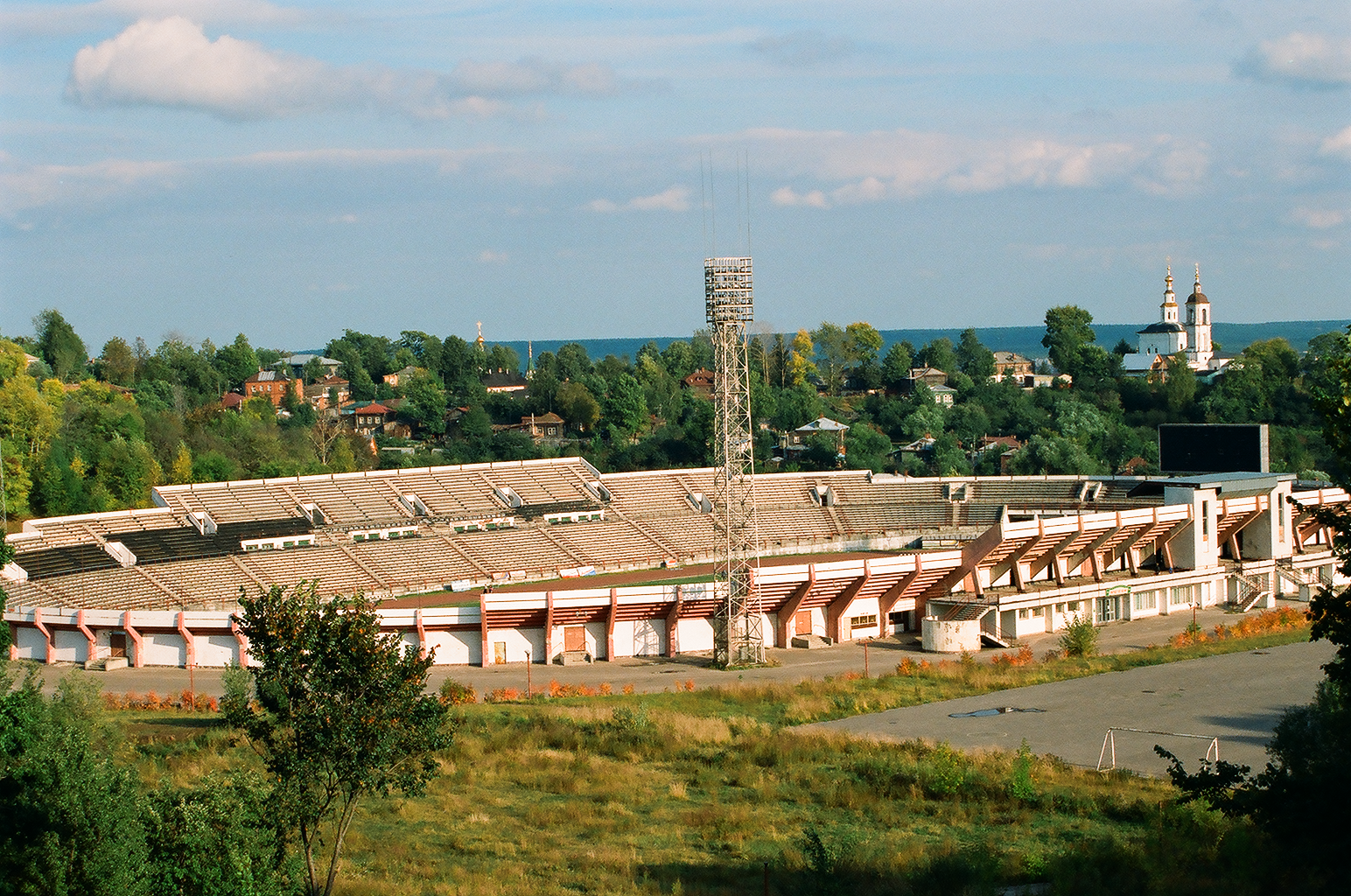
El Estadio Torpedo de Vladimir.

## Jugadores destacados
- Viktor Losev
- Vladimir Suchilin
- Valentin Afonin
- Viktor Losev
- Vladimir Suchilin
- Maksim Belyayev
- Ishref Magomedov
- Dmitri Zinovich
- Dmitri Vyazmikin
- Ishref Magomedov
- Dmitri Zinovich
- Olie Ileart

## Equipo
Actualizado el 31 de agosto de 2011, según el sitio oficial.